# Gelbbindige Schnake

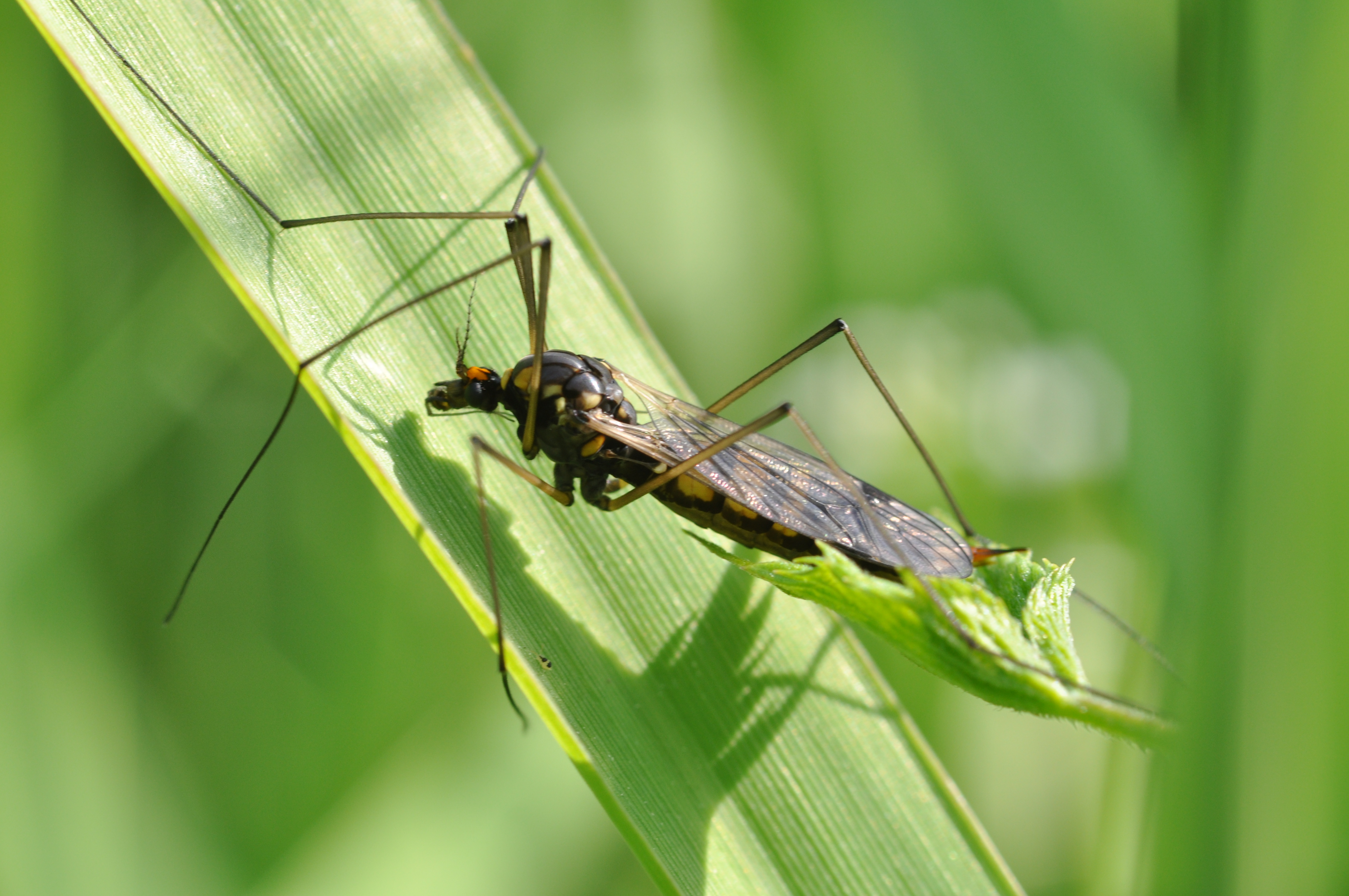
Gelbbindige Schnake, Weibchen, Seitenansicht

Die Gelbbindige Schnake (Nephrotoma crocata) ist eine Krähenschnake aus der Familie der Schnaken (Tipulidae).

## Merkmale
Die Schnaken erreichen eine Körperlänge von knapp 20 mm. Die Grundfarbe der Schnaken ist schwarz. Oberhalb der Fühlerbasis befindet sich am Kopf ein orangefarbener Fleck. Der Thorax besitzt seitlich gelbe Flecke. Über den Hinterleib verlaufen 3 bis 4 zitronengelbe Querstreifen. Die Weibchen haben einen bauchigen Hinterleib, der sich nach hinten verjüngt und in einen kurzen Legeapparat endet. Die Weibchen besitzen 13-gliedrige Fühler, während die der Männchen 19 Glieder aufweisen.

## Verbreitung
Die Gelbbindige Schnake kommt in weiten Teilen Europas vor. In Großbritannien ist die Art ebenfalls vertreten. Nach Süden reicht ihr Verbreitungsgebiet bis nach Nordafrika, nach Osten bis nach Zentralasien und nach Pakistan.

## Lebensweise
Die Schnakenart bevorzugt Gebiete mit wasserdurchlässigen Sandböden. Man beobachtet die Schnaken meist an Hecken, an Waldrändern oder in Gärten. Die Gelbbindige Schnake bildet zwei Generationen pro Jahr. Die Schnaken fliegen im Mai und im Juni. Die Weibchen tragen während der Begattung das kopfunten hängende Männchen. Das Weibchen sticht die Eier mit seinem Legeapparat einzeln in den Boden. Die im Boden lebenden Larven fressen an den Wurzeln verschiedener Gräser. Die adulten Schnaken saugen Pflanzennektar.